# چئونگوانسان (گیونگ‌سانگ جنوبی/اولسان)
چئونگوانسان (به لاتین: Cheonhwangsan) یک کوه در کره جنوبی است. چئونگوانسان ۱٬۱۸۹ متر بالاتر از سطح دریا واقع شده‌است.